# Peroryctes broadbenti
Peroryctes broadbenti là một loài động vật có vú trong họ Peramelidae, bộ Peramelemorphia. Loài này được Ramsay mô tả năm 1879.